# Baumläufer
Die Baumläufer (Certhia) sind eine Familie kleiner Sperlingsvögel (Passeriformes), die sich in charakteristischer Weise ruckartig aufwärts an Baumstämmen bewegen und dort winzige, sich zwischen den Rindenspalten befindende Gliederfüßer suchen. Sie kommen in Europa und Asien von Portugal bis Japan, in Nordamerika und im nördlichen Maghreb vor.

## Merkmale
Baumläufer sind kleine Vögel mit einem länglich ovalen Körper und einem gut tarnenden, fleckig braunen Gefieder. Die Bauchseite ist weißlich. Flügel und Schwanz sind mittellang, die Schwanzfedern sind versteift und zugespitzt.  Bei der Mauser werden sie nacheinander gewechselt, so dass der Schwanz immer seine Funktion als Stützschwanz behält. Der Schnabel ist relativ lang und dünn, seitlich abgeflacht und leicht nach unten gebogen. Der Hals ist kurz und dick. Die Beine sind kurz, die Zehen sind lang und mit langen, scharfen und gebogenen Krallen versehen. Äußere Geschlechtsunterschiede sind nicht vorhanden.

## Lebensweise
Baumläufer leben an Baumstämmen und dicken Ästen und ernähren sich vor allem von kleinen Insekten und Spinnen, die sie mit ihrem Schnabel zwischen den Ritzen und Spalten der Baumrinde suchen. Selten schnappen sie Insekten auch im Flug. Nur wenn diese nicht in ausreichender Zahl gefunden werden können, fressen Baumläufer auch Sämereien. Ihre napfförmigen Nester errichten sie in den Spalten von Baumstämmen oder hinter abgeplatzter Rinde, seltener auch in verlassene Spechthöhlen. Das Nest hat eine Basis aus Rindenstreifen und kleinen Zweigen und wird aus Gras, Moos, Flechten, Spinnweben, Federn und Pflanzenfasern gebaut. Beide Geschlechter bauen das Nest aber nur das Weibchen brütet, während das Männchen für die Nahrungssuche zuständig ist. Das Gelege besteht in der Regel aus drei bis sechs Eier. Die Nestlinge werden von beiden Eltern gefüttert. Nach 17 Tagen oder etwas mehr werden sie flügge.

## Systematik

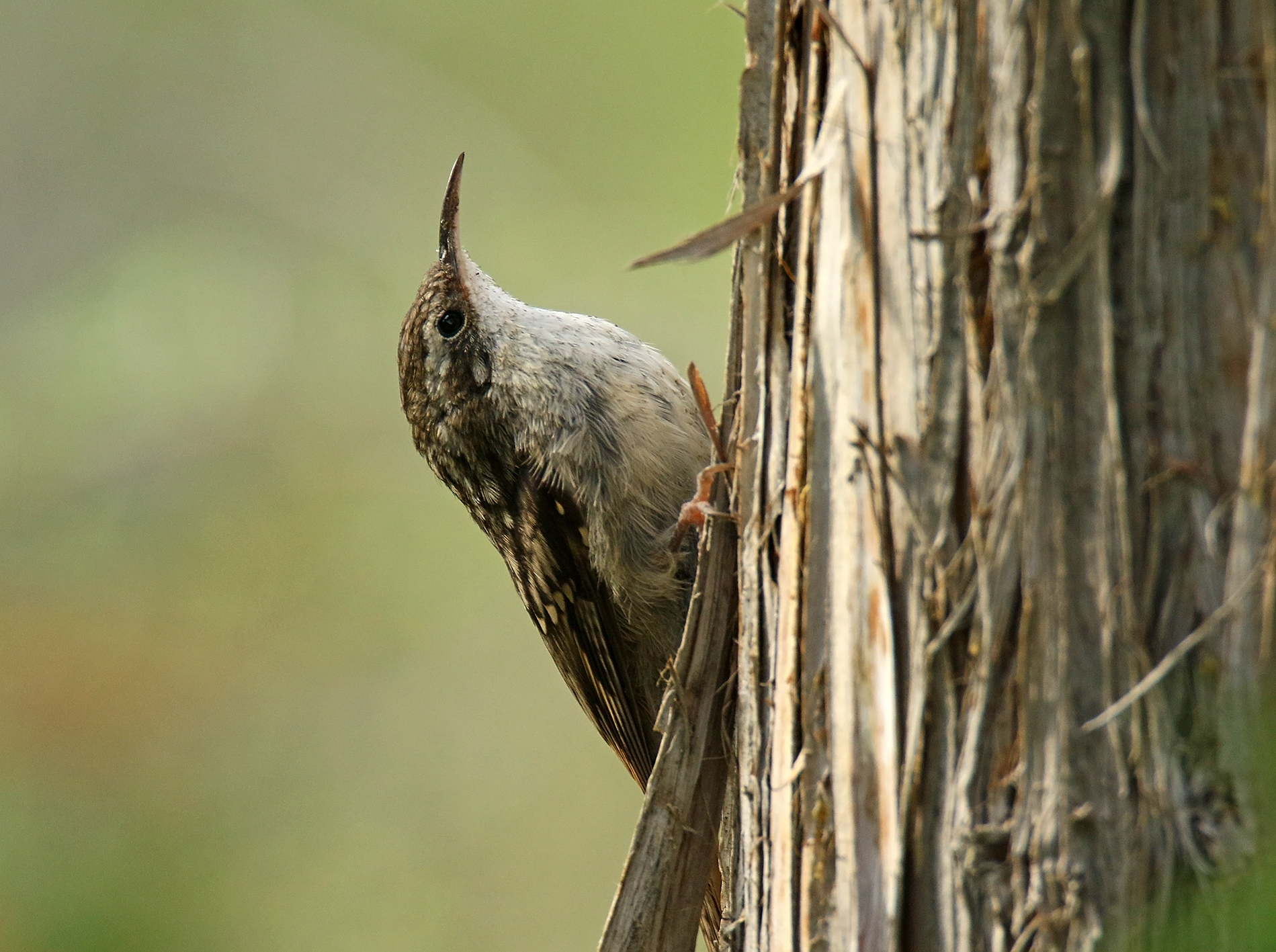
Himalayabaumläufer (C. himalayana)

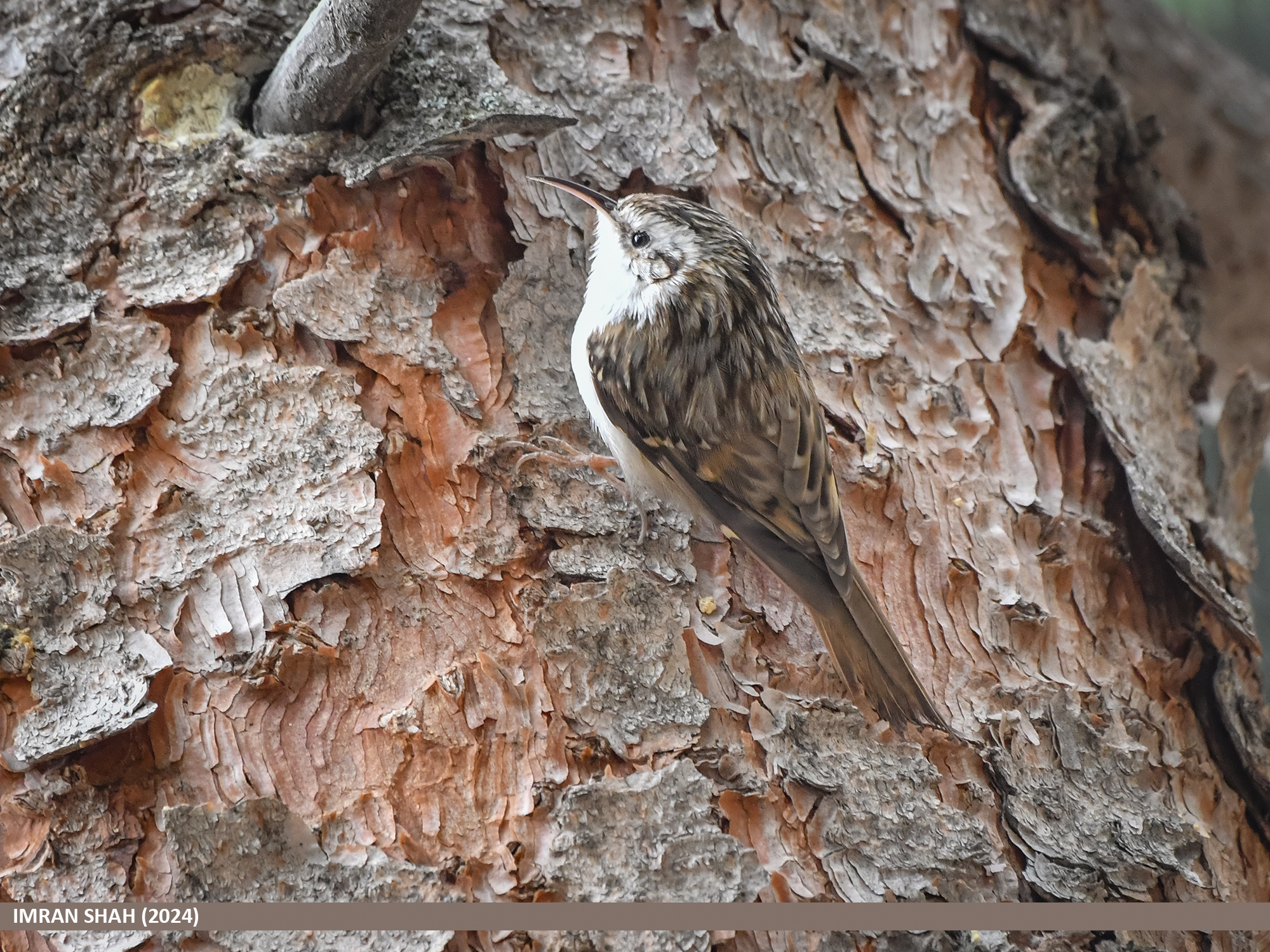
Kaschmirbaumläufer (C. hodgsoni)

Die Gattung Certhia wurde bereits 1758 durch den schwedischen Naturforscher Carl von Linné eingeführt, die Familie Certhiidae 1820 durch den britischen Zoologen William Elford Leach. Bis Mitte 2024 gehörte auch die afrikanisch/indische Gattung der Stammsteiger (Salpornis) zur Familie Certhiidae. Da aber umstritten ist, ob die Gattung Salpornis näher mit den Baumläufer oder mit den Kleibern (Sitta, Sittidae) verwandt ist, wurden sie 2022/2024 in eine eigenständige, monotypische Familie gestellt. Baumläufer, Stammsteiger, Kleiber und drei weitere Familien bilden die Überfamilie Certhioidea in der Unterordnung der Singvögel (Passeri).

## Gattungen und Arten
Es gibt neun Arten:
- Amerikabaumläufer (C. americana)
- Gartenbaumläufer (C. brachydactyla)
- Braunkehl-Baumläufer (C. discolor)
- Waldbaumläufer (C. familiaris)
- Himalayabaumläufer (C. himalayana)
- Kaschmirbaumläufer (C. hodgsoni)
- Manipurbaumläufer (C. manipurensis)
- Rostbauch-Baumläufer (C. nipalensis)
- Sichuan-Baumläufer (C. tianquanensis)